# Philip Lindau

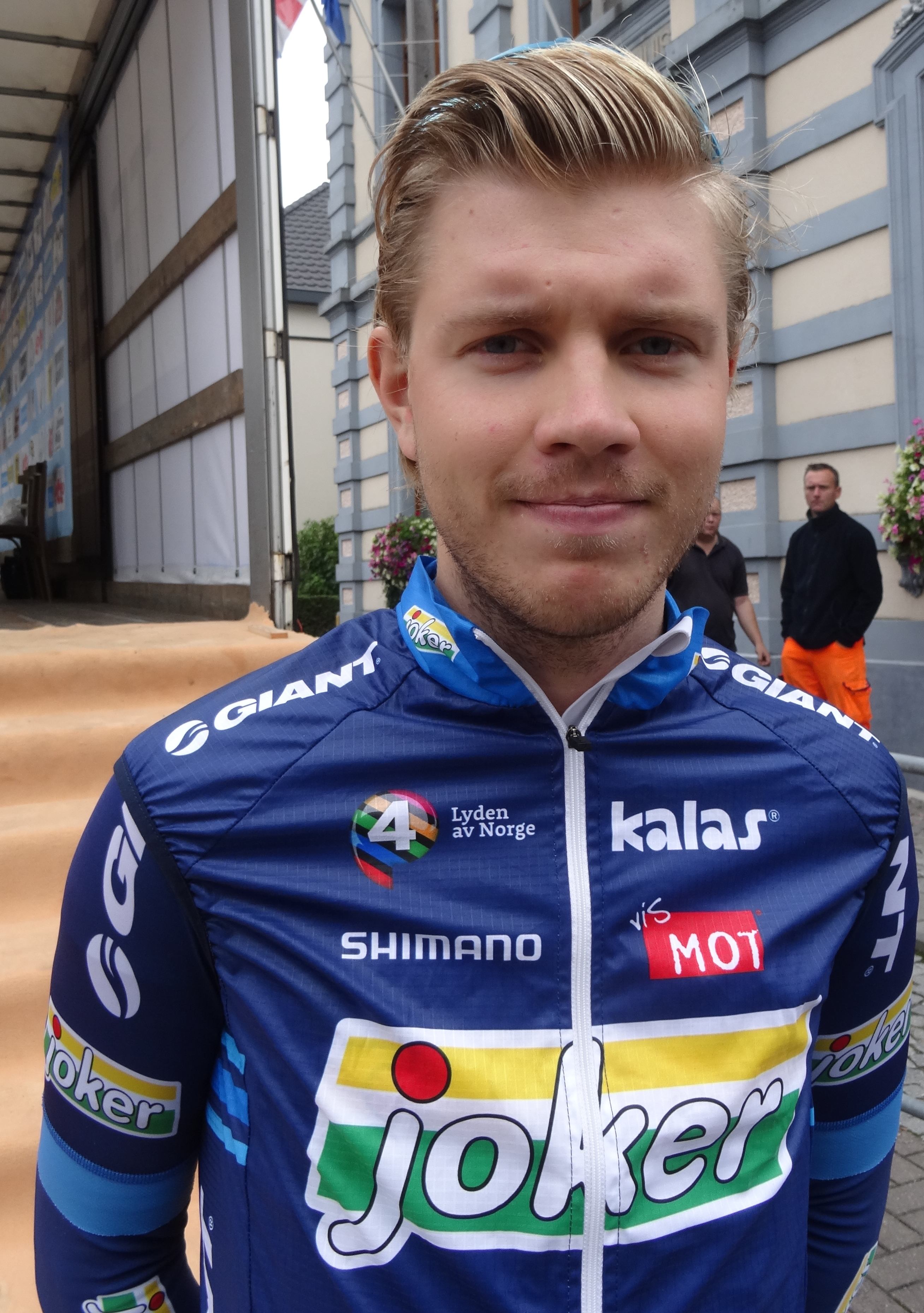
Philip Lindau (2014)

Philip Martin Oscar Lindau, född 18 augusti 1991, är en svensk cyklist åkande för Team Cykelcity från Jönköping.
Lindau vann SM-guld i linjelopp 2011 över 200 km efter att han tillsammans med Alexander Gingsjö och Marcus Johansson ryckte 7 kilometer från mål.
Lindau var med i Europamästerskapet och vann JSM-guld i linjelopp 2010.
Lindau avslutade sin studier vid Skara cykelgymnasium 2011.